# Atypophthalmus kurma
Atypophthalmus kurma är en tvåvingeart som först beskrevs av Alexander 1966.  Atypophthalmus kurma ingår i släktet Atypophthalmus och familjen småharkrankar. Inga underarter finns listade i Catalogue of Life.